# Ezio Bienaimé
Ezio Bienaimé (Venezia, 13 febbraio 1923 – Carrara, 2 febbraio 2002) è stato un architetto italiano.

## Biografia
Ezio Bienaimé nasce a Venezia il 13 febbraio 1923. Il padre, Angelo, si era trasferito a Venezia da Carrara per lavorare come ornatista specializzato in temi floreali nel laboratorio di marmi del suocero. Nel 1929 la famiglia rientra a Carrara dove Ezio Bienaimé si iscrive all'Accademia di belle arti e si diploma nell'anno accademico 1940-1941. Dopo la morte del padre trova lavoro come disegnatore nella zona industriale di Carrara sotto la direzione degli ingegneri Papasoli e Simoncini, dai quali acquisisce notevoli competenze sugli aspetti strutturali della progettazione. Nel 1943 è chiamato alle armi. Ferito nel 1944, passa la sua convalescenza a Venezia dove consegue da privatista la maturità artistica e si iscrive all'Istituto superiore di architettura. Il 3 luglio 1945 viene arrestato dall'esercito inglese e trasferito nel campo di concentramento di Grottaglie, presso Taranto, dal quale esce nell'aprile del 1946.
Deciso a continuare gli studi Bienaimé ottiene il trasferimento alla facoltà di architettura dell'Università di Firenze dove stringe rapporti con Leonardo Ricci, assistente di Giovanni Michelucci alla cattedra di arredamento, il quale lo coinvolge in alcuni dei suoi progetti professionali. Già nella villa Martinelli a Carrara del 1949 – edificio articolato su 3 livelli seguendo l'andamento del terreno e caratterizzata da un rivestimento marmoreo dell'artista carrarese Cherubino Binelli – Bienaimé aveva dichiarato l'essenza della sua architettura nel rapporto con l'ambiente circostante e nell'uso espressivo dei materiali, essenza che nei lavori con Ricci si fa sempre più esplicita. Si vedano, a questo proposito, gli edifici per abitazioni in via Nazario Sauro (1955) e villa Leva a Carrara (1958), casa Balmain a Marciana Marina (1958-1960) e i concorsi per la sede del Comune e per la Camera di commercio di Carrara (1957-1958).
Si laurea solo nel 1961, con Adalberto Libera, ma da tempo ha aperto uno studio con Aldo Pisani e svolge vari incarichi per l'imprenditore carrarese Pregliasco: i palazzi a Marina di Carrara in viale XX settembre e in via Genova (1951, 1955), il grattacielo a Carrara in piazza Farini, oggi piazza Matteotti (1955), la Galleria Pregliasco a Massa (1958). Nel 1961 realizza il Museo del marmo di Carrara, oggetto della sua tesi di laurea, in collaborazione con Dante Petrucci, curandone anche l'allestimento con gli architetti Lenzi e Pisani. Nel 1963, sempre con Pisani, progetta la galleria "Leonardo da Vinci", con negozi, uffici ed edifici residenziali a torre, a Massa; esegue diverse residenze a Montia, zona collinare nei pressi di Carrara: villa Baruzzo-Franzoni (1959), condominio Du Jardin (1960), ville sovrapposte (1963), edificio residenziale a quattro piani (1968).
Nel 1967 Bienaimé segue Ricci nei lavori per il padiglione italiano all'expo di Montreal 1968 e dal 1967 al 1977 è nell'equipe che elabora il piano regolatore di Pachino, nella provincia di Siracusa.
Nel 1973 riceve l'incarico per il piano particolareggiato del centro storico di Sarzana con Augusto Mazzini: sulla base del piano regolatore di Giancarlo De Carlo del 1966, Bienaimé lavora al recupero degli spazi urbani storici puntando sui servizi fondamentali della scuola e dell'ospedale e organizzando le vie di circolazione. Fra i lavori degli anni settanta e ottanta si ricordano la ristrutturazione del palazzo ex-Binelli a Carrara (1979), il restauro di palazzo Buttini a Pontremoli (1982), villa Merlini in via Monteverde a Carrara (1977). Nel 1988 si occupa dello studio di fattibilità del mercato coperto di Carrara e nel 1993 ne redige il progetto esecutivo. Nello stesso anno ha l'incarico del piano regolatore generale del comune di Fosdinovo, in collaborazione con Stefania Barion.
Accanto all'attività professionale Bienaimé assume degli incarichi nella facoltà fiorentina di architettura: nell'anno accademico 1965-1966 è assistente volontario presso la cattedra di elementi di composizione, nel 1966-1967 al corso di urbanistica II, in seguito è incaricato (anno 1969-1970) della cattedra di urbanistica di Mario Cusmano, dove rimane fino al 1974. Dal 1962 a 1992 è insegnante di architettura e discipline geometriche presso il liceo artistico di Carrara.
Alla fine degli anni ottanta coinvolge numerosi giovani laureandi nel gruppo AU&T (Agenzia Urbana e Territoriale), al fine di elaborare proposte sui sistemi ambientali, paesaggistici e strutturali del comprensorio apuano-versiliese con particolare riguardo al rapporto tra infrastrutture e paesaggio. Tra il 1994 e il 1998 Bienaimé partecipa ad una commissione istituita dal comune di Carrara per mantenere costante il rapporto con le associazioni ambientaliste e di volontariato, proponendo con il suo gruppo un coordinamento degli assetti territoriali del comprensorio apuano.
Muore a Carrara il 2 febbraio 2002.